# Prison Architect
Prison Architect es un videojuego de construcción y simulación desarrollado y publicado por Introversion Software. Fue lanzado como una alfa pagada el 25 de septiembre de 2012; las actualizaciones se programaron en un periodo de tres o cuatro semanas. Con cerca 1,000,000 copias vendidas, Prison Architect generó cerca de $10.7 millones de dólares en preventas para la versión de alfa.
El juego estaba disponible en Steam Early Access, y fue lanzado oficialmente el 6 de octubre de 2015.

## Gameplay
El juego tiene una vista 2D (con opcional modo 3D) en la construcción y gestión donde el jugador toma el control de la construcción y funcionamiento de la prisión. El jugador es responsable de la gestión de diversos aspectos de su prisión, incluyendo la construcción de las celdas y de las instalaciones, la planificación y la conexión de los servicios, la contratación y la asignación de personal, incluyendo vigilantes, guardias de seguridad, trabajadores, y más. El jugador necesita contratar personal para desbloquear más aspectos del juego. El jugador es también responsable de las finanzas, y de mantener a los reclusos contentos. El jugador tiene los papeles de arquitecto y de gobernador con un sandbox en la microgestión con temas tales como la elección de dónde poner las luces, los desagües y la forma en que se conectan. El jugador también es capaz de añadir talleres a la prisión, como programas de reeducación que reducen la tasa de ofensas de los presos. El jugador le dice a los prisioneros qué hacer indirectamente mediante la configuración de sus programas. El juego se inspira en  Theme Hospital, Dungeon Keeper, y Dwarf Fortress.
El jugador puede acceder a un extra disponible solamente en los ordenadores en el que él es el prisionero y debe fugarse de una cárcel.

## Recepción
Tras el lanzamiento, el juego ha recibido críticas positivas, la puntuación de 83 sobre 100 en la crítica del sitio Metacritic. IGN le otorgó una puntuación de 8,3 sobre 10, diciendo que "Prison Archictect es uno de los más profundos y satisfactorios juegos de construcción de los años, si puedes pasar de la fase inicial". El 7 de abril de 2016, Prison Archictect ganó el premio BAFTA en la categoría del Juego más persistente en 2016. Ese mismo año, Prison Archictect también fue nominado para otro premio BAFTA en la categoría de Juegos británicos, que fue ganado por Batman: Arkham Knight.

### Ventas
Para el 26 de septiembre de 2015, el juego había recaudado más de $19 millones para Introversion Software, y más de 1,25 millones de unidades del juego fueron vendidas.